# 調和振動子
調和振動子（ちょうわしんどうし、英: harmonic oscillator）とは、質点が定点からの距離に比例する引力を受けて運動する系である。調和振動子は定点を中心として振動する系であり、その運動は解析的に解くことができる。

## 古典的な調和振動子

### ニュートンの運動方程式から
一端を壁につないだばね定数 {\displaystyle k} のばねの他端に質量 {\displaystyle m} の物体をつなぐ。静止状態から物体を {\displaystyle x} だけ手で引っ張り、静かに手を離すと物体は振動を始める。物体に作用する力は {\displaystyle -kx} である。ニュートンの運動方程式 {\displaystyle m{\ddot {x}}=-kx} を解くと、一般解は次のようになる。
{\displaystyle x(t)=A\cos \omega t+B\sin \omega t,}
{\displaystyle \omega ={\sqrt {k/m}}} : 調和振動子の角振動数（固有振動数）
A , B は定数で、初期条件によって決まる。振動数{\displaystyle \omega } は、ばね定数と物体の質量にのみ依存する。

### ハミルトンの運動方程式（正準方程式）から
調和振動子のポテンシャル{\displaystyle U} は次のようになる。
{\displaystyle U={\frac {1}{2}}kx^{2}}
ただし{\displaystyle x}は物体の位置である。ばねが自然長の時の位置を原点とする。ハミルトニアン {\displaystyle H=T+U}を求めれば、運動はハミルトンの正準方程式にしたがう。{\displaystyle T} は運動エネルギー、{\displaystyle p} は運動量である。
{\displaystyle H={\frac {1}{2m}}p^{2}+{\frac {k}{2}}x^{2}}
ハミルトンの正準方程式は
{\displaystyle {\frac {\partial x}{\partial t}}={\frac {\partial H}{\partial p}}}
{\displaystyle {\frac {\partial p}{\partial t}}=-{\frac {\partial H}{\partial x}}}
である。ハミルトンの正準方程式から連立方程式が得られるが、これを解いても ニュートンの運動方程式 {\displaystyle m{\ddot {x}}=-kx} を得るだけである。したがって、解は古典力学と同じ結果である。
また、ここで用いたハミルトニアンは量子力学でも使用する。

## 量子的な調和振動子

### 1次元の調和振動子
量子力学では運動量演算子 {\displaystyle {\hat {p}}} を
{\displaystyle {\hat {p}}=-i\hbar {\frac {\partial }{\partial x}}}
と書く(正準量子化)。{\displaystyle \hbar } は換算プランク定数、{\displaystyle i}は虚数。よってハミルトニアン{\displaystyle {\hat {H}}}は
{\displaystyle {\hat {H}}=-{\frac {\hbar ^{2}}{2m}}{\frac {\partial ^{2}}{\partial x^{2}}}+{\frac {1}{2}}m\omega ^{2}x^{2}}
となる。
1次元の量子的な調和振動子についての時間依存しないシュレーディンガー方程式は、以下のように書ける。
{\displaystyle \left(-{\frac {\hbar ^{2}}{2m}}{\frac {\partial ^{2}}{\partial x^{2}}}+{\frac {1}{2}}m\omega ^{2}x^{2}\right)\phi (x)=E\phi (x)}
この方程式は解析的に解くことができ、その解（エネルギー固有状態）はエルミート多項式 {\displaystyle H_{n}} を使って以下のように表される。
{\displaystyle \phi _{n}(x)=AH_{n}(\xi )\exp \left(-{\frac {\xi ^{2}}{2}}\right)}
ただし、{\displaystyle \xi ={\sqrt {\frac {m\omega }{\hbar }}}x}、{\displaystyle A} は規格化定数で次式で与えられる。
{\displaystyle A={\sqrt {{\frac {1}{n!2^{n}}}{\sqrt {\frac {m\omega }{\pi \hbar }}}}}}
また、エルミート多項式{\displaystyle H_{n}}は
{\displaystyle H_{n}(x)=(-1)^{n}\exp \left(x^{2}\right){\frac {\mathrm {d} ^{n}}{\mathrm {d} x^{n}}}\exp \left(-x^{2}\right)}
で定義される。具体例として{\displaystyle n=0,1,2} の場合を示すと
{\displaystyle H_{0}=1}
{\displaystyle H_{1}=2x}
{\displaystyle H_{2}=4x^{2}-2}
である。基底状態（{\displaystyle n=0}）のエネルギー固有状態はガウス波束であり、{\displaystyle x=0}付近に局在している。
エネルギー固有値は次のようになる。
{\displaystyle E_{n}=\hbar \omega \left(n+{\frac {1}{2}}\right)\qquad (n=0,1,2,...)}
つまりエネルギー準位は {\displaystyle \hbar \omega } という均等な間隔で並ぶ。{\displaystyle n=0}の状態は零点振動、そのエネルギー固有値{\displaystyle E_{0}=\hbar \omega /2}は零点エネルギーと呼ばれる。

### より高次元の調和振動子
以上は一次元調和振動子の場合であるが、2次元、3次元も同様に解ける。3次元の場合、エネルギー固有値は次のようになる。
{\displaystyle E_{N}=\hbar \omega \left(N+{\frac {3}{2}}\right)}
N は三方向の量子数 ({\displaystyle n_{x}}, {\displaystyle n_{y}}, {\displaystyle n_{z}}) の和で、また{\displaystyle E_{N}} は、(N+2)(N+1)/2 重に縮退している。これは縮退が見られなかった一次元の場合とは明らかに異なる。

### 生成消滅演算子
調和振動子の扱い方としては、上述の正準変数を用いた方法の他に、生成消滅演算子で書きなおして考える方法がある。
以下のような演算子を定義する。
{\displaystyle {\hat {a}}={\sqrt {\frac {\hbar }{2m\omega }}}\left(+{\frac {\partial }{\partial x}}+{\frac {m\omega }{\hbar }}x\right)} : 消滅演算子
{\displaystyle {\hat {a}}^{\dagger }={\sqrt {\frac {\hbar }{2m\omega }}}\left(-{\frac {\partial }{\partial x}}+{\frac {m\omega }{\hbar }}x\right)} : 生成演算子
これを使うと、上述のシュレディンガー方程式は次のように書きなおせる。
{\displaystyle \hbar \omega \left({\hat {a}}^{\dagger }{\hat {a}}+{\frac {1}{2}}\right)\phi =E\phi }
1/2の項が出るのは演算子に微分が含まれているためである。エネルギー固有値との比較から、{\displaystyle {\hat {a}}^{\dagger }{\hat {a}}}の固有値は {\displaystyle n} に等しいことがわかる。よって{\displaystyle {\hat {a}}^{\dagger }{\hat {a}}}を数演算子と呼び{\displaystyle {\hat {n}}\ }で表す。
生成・消滅演算子をエネルギー固有状態{\displaystyle \phi _{n}(x)}に作用させると、{\displaystyle {\hat {n}}\ }の固有値n を増減させる。( {\displaystyle n} = {\displaystyle 0,1,2,....})
{\displaystyle {\begin{aligned}{\hat {a}}^{\dagger }\phi _{n}(x)&={\sqrt {n+1}}\phi _{n+1}(x)\\{\hat {a}}\phi _{n}(x)&={\sqrt {n}}\phi _{n-1}(x)&(n\geq 1)\\{\hat {a}}\phi _{0}(x)&=0\end{aligned}}}
つまり {\displaystyle n} をなんらかの粒子の数と見なすならば、生成演算子は粒子を一つ作り、消滅演算子は一つ減らす働きをする。また基底状態(粒子数0の状態)に消滅演算子を作用させても、もう粒子は消せない。
この演算子を用いれば、方程式の解を容易に導出できる。

### 量子場との関係
場の量子論や量子多体系では、場を量子的な調和振動子に分解することがある。量子的な調和振動子の組があれば、必ずそれをボース粒子の系とみなすことができる。独立な調和振動子からなる系は、エネルギー固有値や平衡状態を議論するかぎり、化学ポテンシャル{\displaystyle \mu =0}の理想ボース気体と数学的に完全に等価である。
ただし全ての場が調和振動子に帰着されるわけではない。調和振動子の集まりと考えることができる場は、双曲線型の微分方程式を満たすものに限られる（詳細は非調和振動子やボゴリューボフ変換を参照）。また粒子像が描けるのは、調和振動子になるような量子場に限られる。たとえばマクスウェルの場の全体が調和振動子の集まりになるわけではなく、遠くのほうに電磁波として伝わっていく成分だけが、調和振動子になる。このとき現れる粒子像が光子である。ただし粒子の数と調和振動子の数には直接的な関係はない。粒子の数が増減すると調和振動子の状態が変化する。
量子的な調和振動子に分解するというのは、量子がもつ粒子性を振幅で解釈し、波動性を振動数で理解しようとする考え方である。この考え方をあえてフェルミ粒子にも適用すると、ボース粒子はいくらでも振幅が大きくなれるが、フェルミ粒子は振幅に制限があるためにあまり大きくなれないと考えることもできる。この量子的な調和振動子の振幅を表すのが生成消滅演算子である。

### 例
- 光子（電磁場のフーリエ成分）
- フォノン（格子振動の基準振動）

## 具体例

図1:における量子的調和振動子の図

図2:における量子的調和振動子の図

量子力学における1次元の調和振動子の運動をアニメーションで示す（図1）（図2）。青い曲線が粒子の波動関数の実部である。緑の曲線が粒子の存在確率密度である。
量子力学では粒子の運動状態を波動関数で表す。波動関数は一般に複素数で与えられる。波動関数の絶対値の2乗が存在確率密度を表す。図1、図2に示される存在確率密度の変動は古典論での粒子の単振動に対応している。
波動関数は一般に
{\displaystyle \psi (x,t)=\sum _{n=0}^{\infty }C_{n}\phi _{n}(x)\exp \left(-i\omega \left(n+{\frac {1}{2}}\right)t\right)}
とかける。ただし{\displaystyle C_{n}}は波束を決定する係数である。初期条件として零点振動の中心を{\displaystyle x_{0}} だけ変位させた波束
{\displaystyle \psi (x,0)=A\exp \left(-{\frac {m\omega }{2\hbar }}(x-x_{0})^{2}\right)}
を選ぶ（ただし {\displaystyle x_{0}} は任意の定数）と、係数{\displaystyle C_{n}}はエルミートの多項式の直交性から
{\displaystyle {\begin{aligned}C_{n}&=\int _{-\infty }^{\infty }\phi _{n}(x)\psi (x,0)\,dx\\&={\frac {1}{n!2^{n}}}{\sqrt {\frac {m\omega }{\pi \hbar }}}\left({\sqrt {\frac {m\omega }{\hbar }}}x_{0}\right)^{n}\exp \left(-{\frac {m\omega }{4\hbar }}x_{0}^{2}\right)\\&={\frac {1}{n!2^{n}}}{\sqrt {\frac {m\omega }{\pi \hbar }}}\xi _{0}^{n}\exp \left(-{\frac {\xi _{0}^{2}}{4}}\right)\end{aligned}}}
で与えられる(ただし、{\displaystyle \xi _{0}={\sqrt {\frac {m\omega }{\hbar }}}x_{0}} とした)。この場合の粒子の運動が図1、図2である。

### 図1のアニメーション
{\displaystyle \xi _{0}=0.0}では{\displaystyle 1\leqq n}の{\displaystyle n}に対して{\displaystyle C_{n}=0}になる。すなわち波動関数が
{\displaystyle \psi (x,t)=C_{0}\phi _{0}(x)\exp \left(-{\frac {i\omega }{2}}t\right)}
となる。波動関数は定常波のように振動する。この振動が零点振動である。存在確率密度が時間変化しない定常状態となる。エネルギー固有値は零点エネルギー{\displaystyle E_{n}={\frac {1}{2}}\hbar \omega }であり、エネルギー状態は基底状態である。基底状態はエネルギーが0の状態ではないので波動関数は運動する。

### 図2のアニメーション
{\displaystyle \xi _{0}=0.45}では{\displaystyle C_{n}}が{\displaystyle 0}でない値を持つ{\displaystyle n}が2つ以上存在する。波動関数はエネルギー状態が基底状態の波動関数と励起状態の波動関数の重ね合わせで表される。波動関数の波形は時間によって変化し、定常状態ではない。波動関数は振動の中心付近で速度が最大になる。ド・ブロイの関係式
{\displaystyle p={\frac {\hbar }{\lambda }}}
により速度が大きくなると波長{\displaystyle \lambda }が短くなるので波動関数の波長が振動の中心付近では振動の端と比べて短くなっている。